# UB-дерево

Двовимірний Z-порядок.

UB-дерево — збалансоване дерево для ефективного пошуку та вилучення з багатовимірних даних.

## Структура
UB-дерево є B⁺-деревом, де записи зберігаються в Z-порядку. Порядок обчислюється шляхом побітового чергування ключів.
Вставка, видалення та точковий запит виконуються так само, як і в звичайних B⁺-деревах.
Пошук по діапазону в багатовимірних точкових даних потребує алгоритму для обчислення наступного Z-значення, яке лежить в діапазоні багатовимірного пошуку, з точки, знайденої в базових даних.

## Історія
UB-дерево було запропоновано Рудольфом Баєром та Фолкером Марклем.
Оригінальний алгоритм пошуку виявився з експоненційною складністю залежно від розмірності масиву, тому не здобув практичного визнання.